# Seilern Crescence

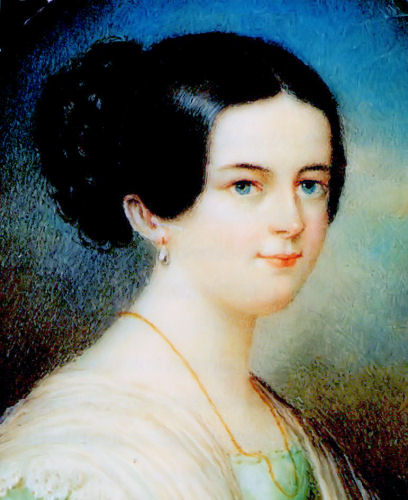
Seilern Crescence (Karl Mahlknecht acélmetszete Barabás Miklós rajza nyomán)

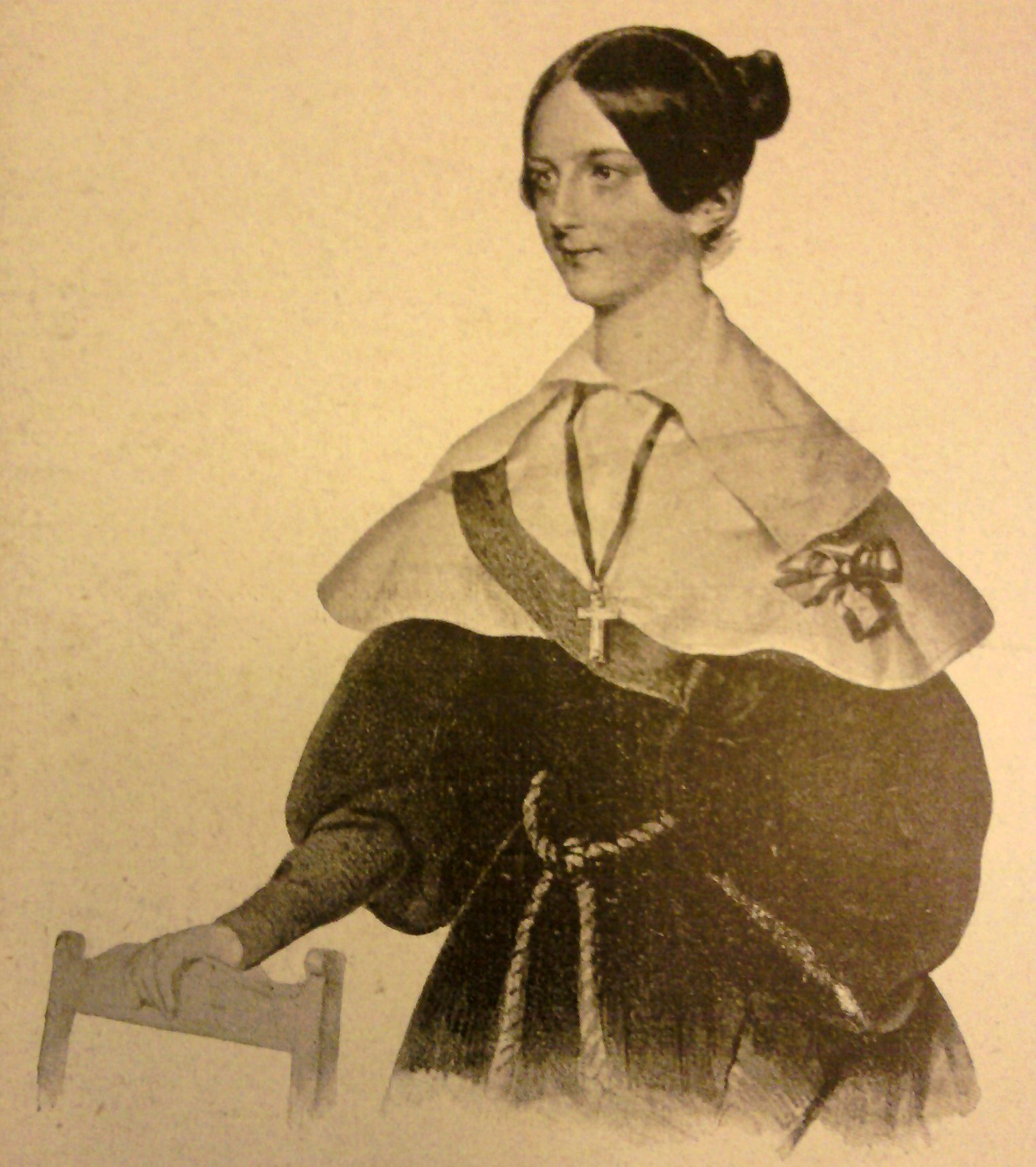
Seilern Crescence a Tolnai világtörténelme szerint

Gróf Seilern-Aspang Crescence (ejtsd: [kreszansz], németesen ejtve: [krescsence]) korabeli nevén aspangi Seilern Crescentia (teljes nevén Maria Crescentia Caroline Maximiliana von Seilern und Aspang, azaz Seilern-Aspang Mária Kreszcencia Karolina Maximiliána; Brünn, 1799. május 13. – Kiscenk, 1875. július 30.) osztrák származású grófnő, első férje gróf Zichy Károly, Moson vármegye főispánja, főkamarásmester, második férje gróf Széchenyi István.

## Élete
Gróf Karl von Seilern und Aspang (1756–1806) és Maximiliana von Wurmbrand-Stuppach (1770–1830) leánya.
1818-ban ismerkedett meg Széchenyi Istvánnal, akivel 1824. augusztus 2-án kezdődött reménytelennek látszó kapcsolata. 1834-ben meghalt gróf Zichy Károly (1778–1834), és 1836. február 4-én egy évtizedes reménytelen szerelem után házasságot köthettek, Budán, a Krisztinavárosi Havas Boldogasszony-plébániatemplomban. Támogatta férje munkáját, a döblingi időszakban is híven kitartott mellette.

## Házasságai és gyermekei

### Első házasságból
1819. augusztus 3-án Bécsben házasodott össze gróf zicsi és vázsonykői Zichy Károly (1778–1834), Moson vármegye főispánjával, főkamarásmesterrel. Frigyükből született:
- Karolina (Sarolta) Jozefa, (*Bécs, 1820. június 6. – Bécs, 1906. április 11.); férje: (1842. augusztus 8.) tolnai Festetics Dénes gróf (*1813. január 12. – 1891. július 15.)
- Alfréd Pál, (*1821. június 23. – 1856. január 7.)
- Mária Maximiliana, (*Bécs, 1822. október 12. – Bécs, 1881. március 8.); férje: (Bécs, 1851. június 15.) Wenckheim Antal gróf (*Vöröskő, 1813. március 17. – Bécs, 1864. november 4.)
- Géza, (*1828. április 2. – Nagycenk, 1911. február 16.)
- Imre Henrik Miklós, (*1831. december 6. – Monasterzyska, 1892. december 16.); neje: (1866. május 25.) Luise Wulfling (*Monasterzyska, 1829. február 27. – 1919)
- Rudolf Emil Miksa Kálmán, Abaúj-Torna, Kis-Szeben főispánja, *Buda (*1833. június 11., +Kassa, 1893. január 16.; neje: (Sopron, 1864. május 10. Péchy de Péch-Újfalui Péchy Jacqueline grófnő (*Boldogkőváralja, 1846. január 13. – Kassa, 1915. március 27.)
- Ilona Crescencia Róza, (*Sopron, 1834. augusztus 9. – Bécs, 1883. július 12.); 1.férje: (Bécs, 1856. június 21.) Pallavicini Oswald (*Bécs, 1817. június 2. – Pinnye, 1877. június 12.); 2.férje: (Bécs, 1878. június 18.) Degenfeld-Schonburg Kristóf gróf (*Mainz, 1831. május 3. – Görz, 1908. március 14.)

### Második házasságból
1836. február 4-én Budán, férjhez ment sárvár-felsővidéki Széchenyi István (1791–1860) grófhoz. Házasságukból született:
- Béla István Mária (*Buda-Pest, 1837. február 3 – Budapest, 1918. december 12.), földrajzi és geológiai kutató
- Ödön György István Károly (*Pozsony, 1839. december 14. – Isztambul, 1922. március 24.), török pasa
- Júlia (*Pozsony, 1844. január 15. – Pozsony, 1844. január 31.)